# Фабрісіо Оберто
Фабрісіо Оберто (ісп. Fabricio Oberto, 21 березня 1975) — аргентинський баскетболіст.
Олімпійський чемпіон 2004 року, бронзовий призер 2008 року, учасник 1996 року.
Переможець Панамериканських ігор 1995 року.
Срібний призер Чемпіонату світу 2002 року.
Чемпіон Америки 2001, 2011 років, срібний призер 1995, 2003 років.
Бронзовий призер Чемпіонату Південної Америки 1997 року.
Переможець FIBA Diamond Ball 2008 року, бронзовий призер 2004 року.